# Jennie Joseph
Pour les articles homonymes, voir Joseph.
Jennie Joseph, née en 1960, est une sage-femme britannique exerçant aux États-Unis, engagée notamment dans les domaines de la santé maternelle (des femmes enceintes et ayant accouché relativement récemment) et de la réduction des inégalités ethniques et sociales en la matière.
En 2022, elle fait partie des douze Femmes de l'année du magazine Time.

## Biographie

### Enfance et formation
Jennie Joseph naît vers 1960 et a 62 ans en 2022. Britannique, elle effectue ses études de sage-femme au Royaume-Uni.

### Carrière
En 1989, elle s'installe à Orlando, aux États-Unis. Elle s'aperçoit alors que son métier est peu connu de la population américaine. En effet, si les sages-femmes ont longtemps été présentes dans le pays, la médecine du XXe siècle les a écartées au profit d'un suivi par les médecins au sein des hôpitaux. La pratique du métier est devenue marginale, avec de fortes exigences administratives pour pouvoir exercer, et les États-Unis ne comptent en 2022 qu'environ 15 000 sages-femmes. De plus, il existe dans le pays plusieurs certifications en tant que sage-femme, relatives au niveau d'études. Jennie Joseph milite alors pour mieux faire reconnaitre le métier et pouvoir elle-même exercer, devenant sage-femme (certified professional midwife (CPM)) aux États-Unis. Elle ouvre sa propre école de formation de sages-femmes en 2009, sous le nom Common-sense Childbirth School of Midwifery.

## Engagements
Jennie Joseph est l'une des défenderesses du métier de sage-femme aux États-Unis — les sages-femmes y étant peu accessibles — et tient aussi un rôle de modèle pour les personnes souhaitant exercer ce métier. Elle milite également contre les inégalités sociales (ethniques et socio-économiques) en matière de santé maternelle,. Ceci dans le contexte d'un pays, les États-Unis, qui comporte le plus fort taux de morts maternelles parmi les pays développés, avec des chiffres qui augmentent chaque année depuis quelques décennies. De plus, ces taux sont plus élevés pour les femmes enceintes afro-américaines que pour les femmes enceintes blanches, tandis que les enfants des premières ont de plus forts risques de naissance prématurée ou de mort dans leur première année que les enfants des secondes,. Dans les années 2010, plusieurs études scientifiques montrent les bénéfices réels en matière de santé pour les mères et les enfants qu'a l'intégration de sages-femmes dans les systèmes médicaux ; et la considération des sages-femmes aux États-Unis change progressivement.
Jennie Joseph contribue à la modification de lois permettant de redonner la possibilité de travailler en Floride à certaines sages-femmes (les certified professional midwives, ou CPM). Elle contribue également à l'ouverture d'une école pour sages-femmes en 1995.
Elle devient en 2020 la première personne de couleur propriétaire d'une école de sages-femmes ayant une accréditation nationale aux États-Unis. Elle contribue aussi à la formation d'un réseau et intervient auprès du personnel de différentes cliniques. En 2022, elle insiste sur le fait que ses patientes enceintes ont le besoin de se sentir en sécurité, entières et soutenues.

## Hommages
En 2022, elle fait partie des douze Femmes de l'année du magazine américain Time,.